# История Воздушных сил Украины
Военно-воздушные Силы Украины были созданы 17 марта 1992 года согласно директиве Начальника Главного штаба Вооружённых Сил Украины. Командование ВВС сформировано на базе штаба 24-й Воздушной армии в г. Виннице.
В 1992 году на территории Украины находилось 4 воздушные армии, 10 авиационных дивизий, 49 авиаполков, 11 отдельных эскадрилий, учебные и специальные учреждения и заведения. На базе штаба 24-й Воздушной армии в г. Виннице было сформировано Командование ВВС Украины.
В состав ВВС Украины были переданы 3 воздушные армии (1100 боевых самолётов), среди которых были 30 Ту-16 (ракетоносцев), 30 Ту-22КД (ракетоносцев), 30 Ту-22Р (разведчиков), 36 Ту-22М3, 23 Ту-95МС-16, 19 Ту-160, 21 самолёт-заправщик Ил-78, а также большие арсеналы авиационных крылатых ракет Х-55 (1068 единиц) и Х-22 (423 единицы).
В 1992 году Украина также получила большую часть авиации Черноморского флота СССР, в том числе дивизию (три полка) морских ракетоносцев Ту-22М2 и Ту-16К, и разведывательный полк на Ту-22Р.
В 1994 году Ту-22М2, Ту-16К и большая часть Ту-22Р были отправлены на базы хранения, а потом - утилизированы.

## Воздушный флот УНР
Воздушный флот Украинской Народной Республики был создан из формирований Российского императорского военно-воздушного флота. По состоянию на осень 1917 года на территории Украинской Народной Республики дислоцировались весьма значительные силы российской военной авиации, насчитывавшие до 330 боевых самолётов. Они составили основу воздушного флота УНР, формирование которого проходило в достаточно сложных условиях. Основными проблемами, которые стояли на пути созданию прочного авиационного корпуса, были: прежде всего — отсутствие у политического руководства страны чёткой концепции развития Вооружённых сил, нехватка кадров, неудовлетворительное техническое состояние, недостаточное количество авиационного имущества, а также текущие боевые действия против большевиков в ходе Гражданской войны..
Создание Воздушного флота официально было оформлено решением Центральной Рады 13 декабря 1917 года. Его командующим был назначен подполковник-авиатор Виктор Павленко. Ему были переданы в подчинение инспекторы («командующие») авиации и воздухоплавания: первый заведующий всеми делами связанными с самолётами, второй — деятельностью воздухоплавательных частей, на воздушных баллонах поднимались на большое расстояние над землёй и осуществляли разведку и корректировку артиллерийского огня.
По состоянию на начало января 1918 года в реестрах управления авиации УНР уже насчитывалось 188 самолётов различных типов. Командование авиации УНР принимало максимальные усилия по сохранению материальных и кадровых ресурсов, но затяжная война постепенно уменьшала количество боеспособных самолётов и пилотов.
Периодом относительного спокойствия и мирного развития Воздушных сил был Гетманат Павла Скоропадского.

## Создание ВВС Украины
24 августа 1991 года, провозгласив независимость Украины, Верховный Совет УССР принял решение о переводе под свою юрисдикцию всех военных формирований Вооружённых сил СССР на территории Украинской ССР и о создании министерства обороны Украины. В это время на территории бывшей УССР располагались три военных округа численностью более 700 тысяч военнослужащих, а военная авиация была одной из самых многочисленных и мощных ВВС в Европе. Большая часть современных военных аэродромов СССР находилась на территории УССР, включая места базирования Ту-160, МиГ-29 и Су-27. По количественному показателю военная авиация Украины в 1992 году уступала лишь авиации США, России и Китая, будучи самой многочисленной в Европе.
В состав Воздушных сил Украины были переданы три воздушные армии (1100 боевых самолётов):
- истребители: 2 дивизии (8 полков) — 80 МиГ-23, 220 МиГ-29, 40 Су-27;
- фронтовые бомбардировщики: 2 дивизии (5 полков) — 150 Су-24;
- бомбардировщики (дальняя авиация): 2 дивизии (3 полка) — 30 Ту-16, 19 Ту-160, 36 Ту-22М3, 30 Ту-22КД, 23 Ту-95МС-16;
- разведывательная авиация: 3 полка — 30 Ту-22Р, 15 МиГ-25, 30 Су-17, 12 Су-24;
- авиационный полк РЭБ: 35 Як-28;
- 4 авиационных центра: 240 МиГ-21, 60 Су-24, 550 Л-39 «Альбатрос»/Л-29 «Дельфин».

Военно-Воздушные Силы Украины были созданы 17 марта 1992 года согласно директиве Начальника Главного штаба Вооружённых Сил Украины. На базе штаба 24-й Воздушной армии в г. Виннице сформировано Командование ВВС. В 1992 году на территории Украины находилось 4 Воздушные армии, авиационных дивизий, 49 авиаполков, 11 отдельных эскадрилий, учебные и специальные учреждения и заведения. Всего около 600 воинских частей, 2800 летательных самолётов различного назначения, более 120 000 военнослужащих.
Войска ПВО Украины были созданы 5 апреля 1992 года на базе частей ПВО СССР, находившихся на территории страны. Кроме ЗРК в их составе было семь истребительных авиаполков, вооружённых перехватчиками Су-15ТМ, МиГ-25ПД\ПДС и МиГ-23МЛД. Однако на вооружении эти самолёты продержались недолго — в 1993 году были сняты с вооружения МиГ-25, потом и МиГ-23, а к 1997 году на базы хранения отправили и Су-15.
В 1992 году часть лётчиков ВВС СССР отказалась принимать присягу Украине, имели место факты перегона самолётов в Россию.
После создания в 1997 году государственного предприятия «Украинская авиационная транспортная компания» часть авиатехники, объектов инфраструктуры и иного имущества ВВС Украины была передана в УАТК.
4 октября 2001 года в ходе учений войск ПВО Украины над Чёрным морем был сбит гражданский авиалайнер Ту-154.
27 июля 2002 года при выполнении полёта на авиашоу разбился один Су-27.
Армейская авиация вошла в состав Сухопутных войск Украины как их род, с 3 июля 1994 года и за относительно короткое время своего существования превратилась из вспомогательного в одно из основных и перспективных средств вооружённой борьбы. Созданы были на основе техники и лётно-технического персонала семи полков боевых вертолётов, двух транспортных и нескольких отдельных эскадрилий ВВС СССР. На вооружении состояло около 900 вертолётов Ми-2, Ми-6, Ми-8, Ми-26 и Ми-24 (250 ед.).
В 2004 году в результате объединения Военно-воздушных сил и Войск противовоздушной обороны были созданы Воздушные силы Украины. Реформа была завершена в мае 2005 года; после её завершения, в 2005 году численность Воздушных сил Украины составила 59 тыс. человек (из них 50 тыс. военнослужащих). При этом материальная часть требовала восстановления, модернизации и обновления (к 2005 году в ремонте нуждались 55 % зенитных ракетных систем и комплексов, 53 % автоматизированных систем управления и 45 % радиоэлектронной техники ПВО)
В 2005 году один Ил-78, ранее состоявший на вооружении 409-го авиаполка в Узине, был куплен американской частной военной компанией «North American Tactical Aviation Inc.».
В 2006 году один военно-транспортный самолёт Ан-26 был переоборудован в воздушный командный пункт и после завершения испытаний — официально принят на вооружение в декабре 2006 года.
В 2007 году численность Воздушных Сил составляла 45 240 человек, на вооружении состояло 211 боевых и 49 транспортных самолётов. В течение 2007 года для военно-воздушных сил были закуплены и поступили на вооружение две радиолокационные станции 35Д6
В сентябре 2008 года президент Украины В. А. Ющенко сообщил, что боеспособны 31 из 116 истребителей Су-27 и Миг-29, 10 из 24 бомбардировщиков Су-24М, 6 из 12 самолётов-разведчиков Су-24МР, 8 из 36 штурмовиков Су-25 (около 30 % списочного состава военной авиации).
Весной 2009 года два Су-27 из состава ВВС Украины были проданы США для обучения американских пилотов, которые «готовятся к возможности встретиться с Су-27 в будущих воздушных боях».
В сентябре 2009 года и. о. министра обороны Украины В. В. Иващенко сообщил, что состояние исправности авиатехники вооружённых сил Украины оценивается как критическое и имеет стойкую тенденции к дальнейшему снижению. ВВС Украины располагали достаточно внушительным парком боевых самолётов, однако из-за катастрофического недофинансирования материально-техническая часть в целом находилась в небоеспособном состоянии.
В 2009 году был разработан модернизированный вариант учебно-боевого самолёта L-39С, который 17 ноября 2009 года был принят на вооружение ВВС Украины под наименованием Л-39М1 (в 2010 году на вооружение ВВС Украины поступили первые два Л-39М1, в декабре 2011 года — ещё два самолёта, 26 июня 2012 — ещё два самолёта, в конце 2013 года начали модернизацию ещё одного L-39).
В апреле 2011 года командующий Воздушных Сил ВС Украины генерал-полковник С. О. Онищенко сообщил, что в 2008—2009 годы для восстановления исправности и проведения модернизации авиатехники выделялся лишь 1 % от необходимого объёма финансирования, но в 2010 году объёмы финансирования были увеличены. Это позволило в течение 2010 года вернуть в строй 36 самолётов, 18 беспилотных летательных аппаратов и 47 авиационных двигателей.
В марте 2010 года на вооружение ВВС Украины были приняты модернизированный вариант штурмовика Су-25 и его учебно-боевого варианта Су-25УБ — Су-25М1 и Су-25УБМ1 (в 2010 г. на вооружение 299-й бригады тактической авиации поступили два Су-25М1 и один Су-25УБМ1, в 2011 году — ещё два Су-25М1, в 2012 — ещё один Су-25М1).
В 2011 году численность Воздушных Сил была сокращена до 43 100 человек, а на вооружении осталось 208 боевых и 39 транспортных самолётов.
Для сохранения ресурса авиапарка учебно-тренировочных самолётов Л-39С, 23 декабря 2011 в эксплуатацию был введён наземный тренажёр подготовки пилотов Л-39С.
В 2012 году численность Воздушных Сил вновь сократилась: до 40 000 человек, а на вооружении числилось 160 боевых и 25 транспортных самолётов. Тем не менее, в 2012 году ситуация в ВВС Украины улучшилась, средний налёт на одного пилота возрос с 14 до 42 часов (для сравнения, средний годовой налёт лётчика в ВВС России за аналогичный период составил 100—120 часов, в НАТО — 120—180 часов), на авиаремонтных предприятиях отремонтировали 31 единицу авиатехники, ещё 69 летательным аппаратам был продлён срок службы в войсковых частях
В 2013 году численность Воздушных Сил вновь сократилась: до 36 300 человек, а на вооружении числилось 160 боевых и 27 транспортных самолётов.
30 октября 2013 года с вооружения последнего зенитно-ракетного дивизиона (из состава 540-го зенитно-ракетного полка во Львовской области) были сняты комплексы С-200В. С этого момента Украина прекратила эксплуатацию зенитно-ракетных комплексов типа С-200.
8 ноября 2013 года министр обороны Украины П. В. Лебедев сообщил, что ВВС Украины полностью укомплектованы военнослужащими-контрактниками (позднее, 13 ноября 2013 года, командующий Воздушных Сил ВСУ генерал-лейтенант Юрий Байдак уточнил, что на 100 % контрактниками укомплектованы лишь некоторые подразделения, а в целом военнослужащие-контрактники составляют 71 % от общего количества военнослужащих Воздушных сил Украины).
29 января 2014 года министерство обороны Украины объявило о намерении расформировать тренировочный авиационный полигон «НИТКА».
6 февраля 2014 авиагруппировка ВВС Украины в Крыму была усилена двумя Су-27 из состава 831-й бригады тактической авиации.

## Состав в 1992 году

### 24-я воздушная армия резерва Главного Командования на Юго-Западном стратегическом направлении (штаб — Винница)
| Название                                                 | Дислокация        | Вооружение                             | Примечания                                                                                     |
| -------------------------------------------------------- | ----------------- | -------------------------------------- | ---------------------------------------------------------------------------------------------- |
| 456-й отдельный гвардейский смешанный авиационный полк   | Винница           | Ан-12, Ан-24, Ан-26, Ил-22, Ми-6, Ми-8 | На вооружении полка находился воздушный командный пункт Ил-22М-11.                             |
| 101-й отдельный полк связи                               | Винница           |                                        |                                                                                                |
| 511-й отдельный разведывательный авиационный полк        | Буялык            | 23 Су-24МР                             | Расформирован в 2003 году. Самолёты разрезаны на металлолом.                                   |
| 230-й бомбардировочный авиационный полк                  | Черляны           | 30 Су-24М                              |                                                                                                |
| 727-й гвардейский бомбардировочный авиационный полк      | Канатово          | 30 Су-24М                              | Расформирован в 2004 году.                                                                     |
| 7-й бомбардировочный авиационный полк                    | Староконстантинов | 29 Су-24М                              |                                                                                                |
| 168-й истребительный авиационный полк                    | Староконстантинов | 42 МиГ-23МЛД                           |                                                                                                |
| 831-й истребительный авиационный полк                    | Миргород          | 40 Су-27                               |                                                                                                |
| 85-й гвардейский истребительный авиационный полк         | Васильков         | 26 МиГ-29                              |                                                                                                |
| 118-й отдельный авиационный полк радиоэлектронной борьбы | Чортков           | ~30 Як-28ПП                            | Расформирован в 1994 году. Самолёты переданы на базу хранения и разделки авиатехники в Овруче. |

### 5-я воздушная армия, Одесский военный округ (штаб — Одесса)
| Название                                                   | Дислокация | Вооружение                       | Примечания                        |
| ---------------------------------------------------------- | ---------- | -------------------------------- | --------------------------------- |
| 43-й отдельный полк связи и автоматизированного управления | Одесса     |                                  |                                   |
| 153-я отдельная смешанная авиационная эскадрилья           | Одесса     | Ан-24, Ан-26, Ту-134, Ми-8, Ми-9 |                                   |
| 112-я отдельная смешанная авиационная эскадрилья           | Одесса     | 8 Ми-8, 2 Ми-6                   |                                   |
| 827-й отдельный разведывательный авиационный полк          | Лиманское  | 30 Су-17М4Р                      |                                   |
| 642-й гвардейский истребительный авиационный полк          | Вознесенск | 53 МиГ-29, 8 МиГ-23УБ            | расформирован                     |
| 208-я отдельная вертолётная эскадрилья РЭБ                 | Буялык     | 14 Ми-8                          | Расформирована в 1998 году.       |
| 294-я отдельная вертолётная эскадрилья РЭБ                 | Рауховка   | 17 Ми-8                          | Расформирована в конце 1992 года. |

### 14-я воздушная армия, Прикарпатский военный округ (штаб — Львов)
| Название                                                     | Дислокация      | Вооружение                  | Примечания |
| ------------------------------------------------------------ | --------------- | --------------------------- | --- |
| 76-й отдельный полк связи                                    | Львов           |                             | |
| 244-й смешанный авиационный полк                             | Львов           | 8 Ми-8, 1 Ми-6              | |
| 69-й бомбардировочный авиационный полк                       | Овруч           | 30 Су-24М                   | В 1993 году перебазирован в Черляны. Авиабаза Овруч стала местом хранения и утилизации самолётов. |
| 806-й бомбардировочный авиационный полк                      | Луцк            | 30 Су-24                    | |
| 209-я отдельная вертолётная эскадрилья РЭБ                   | Луцк            | 11 Ми-8                     | В конце 1992 года вошла в состав 208-й отдельной вертолётной эскадрильи РЭБ (Буялык). |
| 92-й истребительный авиационный полк                         | Мукачево        | 39 МиГ-29, 5 МиГ-23УБ       | В 1993 году перебазирован в Васильков. Расформирован в 1994 году. |
| 114-й истребительный авиационный полк                        | Ивано-Франковск | 46 МиГ-29                   | |
| 452-й отдельный штурмовой авиационный полк                   | Чортков         | 34 Су-25                    | Расформирован в 2004 году. Боеспособные самолёты перебазированы в 299-ю бригаду тактической авиации. |
| 48-й отдельный гвардейский разведывательный авиационный полк | Коломыя         | 16 МиГ-25РБТ/РУ, 12 Су-24МР | МиГ-25РБТ/РУ сняты с вооружения в 1995 году. После расформирования 827-го орап (Лиманское) полк получил на вооружение Су-17М4Р. Расформирован в 2004 году. 12 Су-24МР переданы в Староконстантинов, а остальные самолёты поставлены на хранение или утилизированы. |

### 17-я воздушная армия, Киевский военный округ (штаб — Киев)
| Название                                                                | Дислокация                                                              | Вооружение                                                              | Примечания                  |
| ----------------------------------------------------------------------- | ----------------------------------------------------------------------- | ----------------------------------------------------------------------- | --------------------------- |
| 135-й отдельный полк связи                                              | Киев                                                                    |                                                                         |                             |
| 228-я отдельная вертолётная эскадрилья РЭБ                              | Борисполь                                                               | 15 Ми-8                                                                 |                             |
| 255-я отдельная смешанная авиационная эскадрилья                        | Борисполь                                                               | 7 Ми-8, 2 Ми-6                                                          |                             |
| Ворошиловградское высшее военное авиационное училище штурманов (ВВВАУШ) | Ворошиловградское высшее военное авиационное училище штурманов (ВВВАУШ) | Ворошиловградское высшее военное авиационное училище штурманов (ВВВАУШ) | Расформировано в 1995 году. |
| 46-й учебный авиационный полк                                           | Луганск                                                                 | 40 Ан-26                                                                |                             |
| 130-й учебный авиационный полк                                          | Мариуполь                                                               | Ан-12БК                                                                 |                             |
| 228-й учебный авиационный полк                                          | Багерово                                                                | 36 МиГ-21 и 20 Л-29                                                     |                             |
| Черниговское высшее военное авиационное училище лётчиков (ЧВВАУЛ)       | Черниговское высшее военное авиационное училище лётчиков (ЧВВАУЛ)       | Черниговское высшее военное авиационное училище лётчиков (ЧВВАУЛ)       | Расформировано в 1995 году. |
| 105-й учебный авиационный полк                                          | Конотоп                                                                 | 101 Л-39                                                                |                             |
| 701-й учебный авиационный полк                                          | Чернигов                                                                | 101 Л-39                                                                |                             |
| 703-й учебный авиационный полк                                          | Городня                                                                 | 101 Л-39                                                                |                             |
| Харьковский университет Воздушных Сил имени Ивана Кожедуба (ХВВАУЛ)     |                                                                         |                                                                         |                             |
| 443-й учебный авиационный полк                                          | Великая Круча                                                           | 101 Л-39                                                                |                             |
| 809-й учебный авиационный полк                                          | Ахтырка                                                                 | 102 Л-39                                                                |                             |
| 810-й учебный авиационный полк                                          | Чугуев                                                                  | 103 МиГ-21                                                              |                             |
| 812-й учебный авиационный полк                                          | Купянск                                                                 | 102 МиГ-21                                                              |                             |

### Военно-транспортная авиация
| Название                                                | Дислокация                                              | Вооружение                                              | Примечания                  |
| ------------------------------------------------------- | ------------------------------------------------------- | ------------------------------------------------------- | --------------------------- |
| 6-я гвардейская военно-транспортная авиационная дивизия | 6-я гвардейская военно-транспортная авиационная дивизия | 6-я гвардейская военно-транспортная авиационная дивизия | Расформирована в 2001 году. |
| 37-й военно-транспортный авиационный полк               | Арциз                                                   | Ил-76МД                                                 |                             |
| 338-й военно-транспортный авиационный полк              | Запорожье                                               | Ил-76МД                                                 |                             |
| 363-й военно-транспортный авиационный полк              | Кривой Рог                                              | Ил-76МД                                                 |                             |
| 7-я военно-транспортная авиационная дивизия             |                                                         |                                                         |                             |
| 25-й гвардейский военно-транспортный авиационный полк   | Мелитополь                                              | Ил-76М                                                  |                             |
| 175-й военно-транспортный авиационный полк              | Мелитополь                                              | Ил-76                                                   | Расформирован в 1994 году.  |
| 369-й военно-транспортный авиационный полк              | Джанкой                                                 | Ил-76МД                                                 | Расформирован в 1997 году.  |

### Группировка БПЛА
| Название                                                             | Дислокация        | Вооружение | Примечания                  |
| -------------------------------------------------------------------- | ----------------- | ---------- | --------------------------- |
| 379-й отдельный полк дистанционно пилотируемых летательных аппаратов | Староконстантинов | ВР-2       |                             |
| 383-й отдельный полк дистанционно пилотируемых летательных аппаратов | Хмельницкий       | ВР-3       |                             |
| 4-я отдельная гвардейская эскадрилья беспилотных средств разведки    | Дашев             | ВР-2       |                             |
| 94-я отдельная эскадрилья беспилотных средств разведки               | Харьков           | ВР-2       | Расформирована в 1996 году. |
| 321-я отдельная эскадрилья беспилотных средств разведки              | Рауховка          | н/д        |                             |

### Авиация ПВО
| Название                                              | Дислокация     | Вооружение         | Примечания                 |
| ----------------------------------------------------- | -------------- | ------------------ | -------------------------- |
| 146-й гвардейский истребительный авиационный полк ПВО | Васильков      | 41 МиГ-25ПД/ПДС/ПУ | Расформирован в 1993 году. |
| 933-й истребительный авиационный полк ПВО             | Днепропетровск | 40 МиГ-25П/ПД/ПДС  | Расформирован в 1996 году. |
| 62-й истребительный авиационный полк ПВО              | Бельбек        | 35 Су-15ТМ         |                            |
| 636-й истребительный авиационный полк ПВО             | Краматорск     | 35 Су-15ТМ         |                            |
| 179-й истребительный авиационный полк ПВО             | Стрый          | 43 МиГ-23МЛД       | Расформирован в 1996 году. |
| 737-й истребительный авиационный полк ПВО             | Арциз          | 36 МиГ-23МЛД       | Расформирован в 1998 году. |
| 894-й истребительный авиационный полк ПВО             | Озёрное        | 38 МиГ-23МЛД       |                            |

### Авиационные Учебные Центры
| Название                                                      | Дислокация                                                    | Вооружение                                                    | Примечания                 |
| 1270-й учебный авиационный центр переучивания летного состава | 1270-й учебный авиационный центр переучивания летного состава | 1270-й учебный авиационный центр переучивания летного состава |                            |
| ------------------------------------------------------------- | ------------------------------------------------------------- | ------------------------------------------------------------- | -------------------------- |
| 702-й учебный авиационный полк                                | Умань                                                         | 136 МиГ-21                                                    |                            |
| 29-й инструкторский бомбардировочный авиационный полк         | Бердянск                                                      | 60 Су-24                                                      | Расформирован в 1997 году. |

## Места базирования дальней авиации
| Название                                                                   | Дислокация    | Вооружение            | Примечания                                                                                        |
| -------------------------------------------------------------------------- | ------------- | --------------------- | ------------------------------------------------------------------------------------------------- |
| 251-й гвардейский инструкторский тяжёлый бомбардировочный авиационный полк | Белая Церковь | 27 Ту-16К             |                                                                                                   |
| 199-й гвардейский отдельный дальний разведывательный полк                  | Нежин         | ~30 Ту-22Р/РДК/П/У    | Последний полк использовавший Ту-22 (до июля 1998 г.)                                             |
| 1006-й тяжёлый бомбардировочный авиационный полк                           | Узин          | 23 Ту-95МС            |                                                                                                   |
| 409-й авиационный полк самолётов-заправщиков                               | Узин          | 21 Ил-78              |                                                                                                   |
| 184-й гвардейский тяжёлый бомбардировочный авиационный полк                | Прилуки       | 19 Ту-160             |                                                                                                   |
| 185-й гвардейский тяжёлый бомбардировочный авиационный полк                | Полтава       | 18 Ту-22М3, 6 Ту-16П  |                                                                                                   |
| 341-й тяжёлый бомбардировочный авиационный полк                            | Озёрное       | ~30 Ту-22К/КП/П/У     | Расформирован в 1997 году. В 1998—1999 годах самолёты перегнали для ликвидации на аэродром Нежин. |
| 260-й тяжёлый бомбардировочный авиационный полк                            | Стрый         | 18 Ту-22М3, 23 Ту-16К | В 1993 году полк расформировали, Ту-22М3 перебазировали в Прилуки, а Ту-16 утилизировали.         |

### Авиабаза Прилуки
На авиабазе Прилуки дислоцировались следующие самолёты-ракетоносцы 184-го гвардейского тяжёлого бомбардировочного авиаполка:
- Ту-16: с 1955 по 1984 год
- Ту-22М3: 1984—1991 гг; 1993—2000 гг
- Ту-160: с 1987 по 2000 год

- Ту-160 (б/н 10) ВВС Украины, авиабаза Прилуки, 1996 год
- Ту-22М3 (б/н 59) ВВС Украины, авиабаза Прилуки, 1997 год

### Авиабаза Полтава
На авиабазе Полтава базировался 185-й гвардейский тяжёлый бомбардировочный авиационный полк.
В 1991 году на вооружении 185-го тяжёлого бомбардировочного авиаполка находилось 6 Ту-16П и 18 Ту-22М3.
В 1994 году на территории авиабазы «Полтава-4» проходили празднования 50-летия начала Операции «Фрэнтик» — совместной советско-американской военной операции с челночными полётами американских тяжёлых бомбардировщиков Boeing B-17 Flying Fortress на стратегические цели в нацистской Германии и её сателлитов. Во время празднования от американской стороны были представлены самолёты Военно-воздушных сил США McDonnell Douglas KC-10A Extender, Boeing B-52H Stratofortress и B-1B Lancer.
- Ту-22М3 (б/н 57) ВВС Украины на авиашоу RIAT 1998, Англия
- Ту-22М3 (б/н 96) ВВС Украины на авиашоу SIAD 2002, Словакия
- Ту-22М3 (б/н 80) ВВС Украины на авиашоу RIAT 2000, Англия

### Авиабаза Узин
Авиабаза в г. Узин являлась одной из самых мощных и важных авиабаз на территории СССР. В 1991 году на авиабазе Узин базировался 1006-й тяжёлый бомбардировочный авиаполк и 409-й авиаполк самолётов-заправщиков.
Авиабаза Узин прекратила своё существование в 1998 году после того как правительство Украины под давлением США приняло решение уничтожить Ту-95МС, а самолёты-заправщики Ил-78 переоборудовать для грузовых коммерческих перевозок или продать за рубеж.
В мае 2001 года на аэродроме Узин под контролем сотрудников Пентагона был разрезан последний из приговорённых к уничтожению Ту-95МС. После окончания разделки американские военные взяли с собой, в качестве трофея, часть фюзеляжа с бортовым номером.
В 1994 году на вооружении 1006-й тбап находилось 23 Ту-95МС, из них 7 летали, 14 находились на хранении и 2 — на авиаремонтном заводе. Бомбардировщики, состоявшие на вооружении 1006-го тбап, относились к модификации Ту-95МС-16, способной нести 16 крылатых ракет Х-55 и поражать цели на расстоянии до 2500 км.
К концу 2001 года было уничтожено или передано России в обмен на оплату долга за природный газ 22 Ту-95МС ВВС Украины, находившихся на вооружении, хранении и на авиаремонтном заводе в Белой Церкви. По одному Ту-95У и Ту-95МС в качестве музейных экспонатов остались на территории бывшей авиабазы Узин и в Полтавском музее дальней и стратегической авиации.
409-й авиаполк, оснащённый 21 самолётом-заправщиком Ил-78, обеспечивал дозаправку топливом стратегических бомбардировщиков Ту-95МС из Узина и Ту-160, базирующихся в Прилуках.
Ил-78, после демилитаризации и демонтажа топливозаправочного оборудования, сдавались Министерством обороны Украины в аренду частным авиакомпаниям БСЛ, Бусол и ATI как грузовые самолёты.
В 1998—1999 годах Алжиру было продано 5 Ил-78 (серийные № 40-10, 41-10, 46-10, 47-10 и 48-10) с частично восстановленным заправочным оборудованием: были установлены два подкрыльевых УПАЗ-1.
В 1998 году Ил-78 (серийный № 61-10), переоборудованный в грузовой самолёт, госпредприятия Министерства обороны Украины «Украинская авиационно-транспортная компания» потерпел катастрофу возле Асмэры, столицы Эритреи.
В 2003 году 1 Ил-78 (серийный № 56-07), переоборудованный в транспортный Ил-76ТД, был продан правительству Анголы.
В 2005 и 2011 годах американской частной военной компанией North American Tactical Aviation были проданы 2 Ил-78 (серийные № 64-10 и 65-10), переделанные в транспортные самолёты. Самолёты получили американские регистрационные номера N78GF и N78RX соответственно. Предполагается, что самолёты используются для спецопераций и оценки возможностей авиации потенциальных противников США.
В 2009 году в Пакистан, по контракту от 2006 года, было поставлено 4 Ил-78 (серийные № 50-10, 51-10, 57-10 и 59-07), заново оборудованных в топливозаправщики. Для осуществления поставки в Пакистан 1 Ил-78 (серийный № 49-10) был разобран на запчасти в 2008 году.
25 марта 2014 года состоялся первый полёт после ремонта первого подготовленного к поставке Ил-78 (1987 года выпуска, серийный № 59-10, заводской № 0073478359, бывший бортовой № UR-76744), который прошёл ремонт на ГП «Николаевский авиаремонтный завод „НАРП“». С 1993 года самолёт использовался в коммерческих целях с демонтированным заправочным оборудованием, а с 2001 года — находился на хранении на аэродроме ВВС Украины в Мелитополе.
Оставшиеся Ил-78 были порезаны или поставлены на хранение после выработки ресурса.

### Авиабаза Гаёк
На авиабазе Гаёк (г. Белая Церковь) базировался 251-й гвардейский инструкторский тяжёлый бомбардировочный авиаполк.
В 1991 году на вооружении авиаполка состояли 27 Ту-16К.
В 1993 году Ту-16, базирующиеся в Белой Церкви, как и другие Ту-16, принадлежавшие Украине, были поставлены на хранение, а потом утилизированы.
Возле авиабазы расположен Белоцерковский авиаремонтный завод, где производился ремонт самолётов Ту-16, Ту-22, Ту-22М и Ту-95.
На территории бывшей авиабазы Белая Церковь находится памятник Ту-16, установленный в 1984 году в честь 40-летия 251-го гвардейского тяжёлого бомбардировочного авиаполка.

### Авиабаза Кульбакино
Авиабаза Кульбакино (г. Николаев) — аэродром бывшего 333-го Центра боевого применения и переучивания Авиации ВМФ ВС СССР. После обретения Украиной независимости центр был переименован в 33-й Центр боевого применения и переучивания ВВС Украины.
На авиабазе базировался 540-й инструкторско-исследовательский морской ракетоносный авиационный полк. В 1992 году на вооружении авиаполка находилось 29 Ту-22М2/М3 и 20 Ту-16К.
В начале 1990-х годов Ту-16К и Ту-22М2 были отправлены на базы хранения, а потом утилизированы.
Также на авиабазе базировались противолодочные самолёты Ту-142М и Ту-142МЗ. К началу 2006 года было уничтожено 6 самолётов типа Ту-142.
Один Ту-142МЗ был передан в Государственный музей авиации Украины, ещё один Ту-142 находится в Луганском авиамузее.
Впоследствии на аэродроме стала базироваться 299-я бригада тактической авиации ВС Украины, вооружённая штурмовиками Су-25.
По состоянию на 2012 год на территории авиабазы находятся один полуразобранный Ту-142 и два Ту-95МС (б/н 31 и 95) в нелётном состоянии.
Возле авиабазы Кульбакино расположено Николаевское авиаремонтное предприятие (НАРП), где производился ремонт самолётов Ту-16, Ту-95, Ту-142, Ту-22М2 и Ту-22М3, а сейчас выполняется ремонт Ил-76.
На территории авиабазы установлен Ту-16 в виде памятника.

### Авиабаза Стрый
На авиабазе Стрый (у города Стрый, Львовская область) с 1951 по 1992 год базировался 260-й тяжёлый бомбардировочный авиаполк.
В 1991 году на вооружении авиаполка стояли следующие самолёты:
- 23 Ту-16К
- 18 Ту-22М3

В 1993 году Ту-22М3 перебазировали в Прилуки, а Ту-16К сняли с вооружения и впоследствии утилизировали.
В 1998 году авиабаза была окончательно закрыта, а 260-й тяжёлый бомбардировочный авиаполк расформирован.

### Авиабаза Озёрное
На авиабазе «Озёрное» (в 15 км к юго-востоку от Житомира) базировался 341-й тяжёлый бомбардировочный авиаполк.
На вооружении стояли следующие самолёты:
- Ту-22КД (около 30 единиц) — ракетоносец, носитель крылатых ракет Х-22
- Ту-22ПД — самолёт радиоэлектронной борьбы
- Ту-22УД — учебно-тренировочный самолёт

В 1995 году на вооружении оставалось 12 Ту-22КД, 6 Ту-22КП и 3 Ту-22У.
В 1997 году на авиабазе Озёрное состоялся последний вылет самолётов типа Ту-22.
В 1998—1999 годах самолёты перегнали на базу ликвидации на аэродром Нежин.
К 2001 году данные самолёты были утилизированы.
- Памятник Ту-22КД (б/н 07), авиабаза Озёрное.
- Авиабаза Озёрное

### Авиабаза Нежин
На авиабазе Нежин (город Нежин, Черниговская область) базировался 199-й гвардейский отдельный дальний разведывательный полк.
На вооружении стояли следующие самолёты:
- Ту-22Р/РД/РК/РДК (30 единиц) — самолёт, совмещающий в себе свойства бомбардировщика и разведчика
- Ту-22У/УД — учебно-тренировочный самолёт
- Ту-22П/ПД — самолёт радиоэлектронной борьбы

199‑й ОГДРАП занимался стратегической разведкой на центрально-европейском и юго-западном (ФРГ — Австрия — Греция — Босфор — Мраморное море), и южном (Чёрное море — Турция — Иран) направлениях.
В 1992 году большинство лётчиков и штурманов 199-й гвардейского отдельного дальнего разведывательного полка имело первый класс. Нехватка топлива, запчастей и экономические трудности привели к существенному снижению интенсивности полётов. Несмотря на это, авиаторам удавалось поддерживать высокий уровень подготовки, что подтверждают действия экипажа Ту-22Р 25 мая 1995 года, когда после выполнения задания над нейтральными водами Чёрного моря на их самолёте отказал двигатель. По расчётам штурмана долететь до Нежина не удавалось и лётчик мастерски посадил неисправную машину на запасном аэродроме под Одессой.
Некоторое время Ту-22Р пытались использовать на Украине и в гражданских целях: выполнять фотосъёмку для картографирования, геодезии и землеустройства и проводить мониторинг стихийных бедствий.
В 1995 году на вооружении полка состояло 10 Ту-22Р, 1 Ту-22РДК, 3 Ту-22ПД и 4 Ту-22УД.
30 декабря 1996 года авиаполк был реорганизован в 18-ю отдельную дальнеразведывательную авиационную эскадрилью (одраэ). В боевом составе эскадрильи числились 6 Ан-З0Б, 3 Ту-22Р и 1 Ту-22У.
В начале 1997 года, во время визита кораблей ВМС США на Украину, Ту-22Р совершали патрулирование над Чёрным морем.
В июле 1998 года на авиабазе Нежин состоялся последний вылет самолётов Ту-22.
22 февраля 1999 года постановлением № 242 Верховной Рады 18-я одраэ передана в состав Министерства по чрезвычайным ситуациям и переименована в 300-й специальный авиационный отряд МЧС.
К 2001 году самолёты типа Ту-22 были утилизированы на базе ликвидации в Нежине.

## Ликвидация дальней авиации
Причины ликвидации дальней авиации:
- Глубокий экономический кризис, охвативший Украину после распада СССР
- Подписание Украиной в 1992 году Лиссабонского протокола к договору СНВ-1, согласно которому новообразовавшаяся страна обязалась до 5 декабря 2001 года ликвидировать все стратегические средства доставки ядерного оружия
- Давление Государственного департамента США на руководство Украины
- Отсутствие технической поддержки заводов-производителей и конструкторских бюро, которые остались на территории России
- Массовое сокращение и увольнение из вооружённых сил опытных лётчиков и других специалистов, необходимых для эксплуатации самолётов дальней авиации
- Истечение ресурса и сроков эксплуатации на ряд узлов и агрегатов

Финансирование работ по ликвидации стратегической авиации Украины осуществлялось за счёт средств, выделенных американским правительством в рамках соглашения «О предоставлении помощи Украине в ликвидации стратегического ядерного оружия и предотвращении распространения оружия массового уничтожения», подписанного 25 ноября 1993 года между Украиной и США. В 2000 году соглашение было продлено до 31 декабря 2006 года.
В 1996—1999 годах руководство Украины ликвидировало 29 стратегических самолётов-ракетоносцев (10 Ту-160, 19 Ту-95МС) и 487 крылатых ракет Х-55, находившихся на вооружении ВВС Украины.
В 1999—2000 годах, в соответствии с межправительственным соглашением, Украина передала России 8 Ту-160, 3 Ту-95МС и 581 крылатую ракету Х-55 в уплату украинского долга за поставленный природный газ на сумму $285 млн. Два ракетоносца Ту-95МС (б/н 31 и 95) были переоборудованы в самолёты-разведчики и поставлены на хранение возле НАРП (Николаевского авиаремонтного предприятия). По одному Ту-160 и Ту-95МС в качестве музейных экспонатов остались в Полтавском музее дальней и стратегической авиации. Также на территории Украины было утилизировано 5 российских Ту-95 (3 Ту-95МС и 2 Ту-95К22), находившихся на авиаремонтном заводе в г. Белая Церковь, согласно «Соглашению между Кабинетом Министров Украины и Правительством Российской Федерации о ликвидации и порядке возврата авиационной техники, находящейся на ремонтных предприятиях Министерства обороны Украины и Министерства обороны Российской Федерации».
В 2001 году Украина продала 12 крылатых ракет Х-55 в Иран и 6 единиц в КНР. Об этом стало известно в 2005 году, когда Святослав Пискун, генеральный прокурор Украины, рассказал про сделку британской газете «Financial Times».
В 2002—2006 годах на авиабазах в Николаеве, Полтаве, Прилуках и Белой Церкви было ликвидировано 60 Ту-22М (43 Ту-22М3 и 17 Ту-22М2), состоявших на вооружении ВВС и авиации ВМФ Украины, а также находившихся на базах хранения и авиаремонтных заводах. Также на авиабазе Озёрное было уничтожено 423 авиационные крылатые ракеты Х-22. Для музейной экспозиции было оставлено 4 Ту-22М, из которых один Ту-22М3 находится в Полтавском музее дальней и стратегической авиации, и по одному Ту-22М0, Ту-22М2 и Ту-22М3 — в Государственном музее авиации Украины.
В 2004 году на территории Государственного авиационного научно-испытательного центра ВВС Украины (бывшее Управление 8 ГНИИ ВВС им. В. П. Чкалова) был разрезан первый Ту-142, принадлежавший Украине, под наблюдением группы американских специалистов во главе с Уильямом Янгстромом, руководителем «Программы совместного уменьшения угроз на Украине». Ту-142, принадлежавшие Украине, базировались на авиабазе Кульбакино 33-го Центра боевого применения и переучивания ВВС Украины (г. Николаев) и на аэродроме Государственного авиационного научно-испытательного центра ВВС Украины вблизи пгт. Кировское (АР Крым).
К 2007 году на территории Украины было уничтожено 6 дальних противолодочных самолётов Ту-142 и 4 учебно-тренировочных Ту-134УБЛ. Несколько Ту-142 и Ту-134УБЛ остались на Украине в качестве музейных экспонатов: Ту-142 можно увидеть в Государственном музее авиации Украины и Луганском авиационно-технический музее, а Ту-134УБЛ — в Государственном музее авиации Украины и Полтавском музее дальней и стратегической авиации.
В марте 2014 года на интернет-аукционе eBay был выставлен на продажу стратегический ракетоносец Ту-95МС, ранее состоявший на вооружении ВВС Украины. Самолёт находился в небоеспособном состоянии. Ракетоносец был выпущен в 1987 году, его общий налёт составил 454 часа из общего лётного ресурса в 5000 часов.

## Распродажа авиационной техники Вооружённых Сил Украины
Украина являлась одной из девяти стран мира, обладавшей полным циклом производства самолётов, однако экспорт авиатехники в абсолютном большинстве представляет собой распродажу самолётов, вертолётов и БПЛА, снятых с вооружения Вооружённых Сил Украины.
Среди основных сделок по продаже военной авиатехники в конце 1990-х и начала 2000-х годов:
- 1998—1999 годы: поставка Алжиру 28 вертолётов Ми-24В[144].
- 2000 год: поставка Шри-Ланке 6 МиГ-27М с базы хранения Львовского авиаремонтного завода. Самолёты были отправлены заказчику после того как прошли ремонт и переоборудование[145].
- 2001 год: поставка Республике Македонии 16 вертолётов Ми-24В/35 и Ми-8/17[1].

В 2005—2012 годах Украина экспортировала 231 военных самолётов и вертолётов, и 50 БПЛА ВР-3 «Рейс», из которых только 6 самолётов (3,3 %) были новыми, а остальные (96,7 %) — состояли на вооружении Воздушных сил Украины.
| Таблица: Экспорт б/у военных самолётов и вертолётов Украиной в 1994—2014 годах | Таблица: Экспорт б/у военных самолётов и вертолётов Украиной в 1994—2014 годах | Таблица: Экспорт б/у военных самолётов и вертолётов Украиной в 1994—2014 годах | Таблица: Экспорт б/у военных самолётов и вертолётов Украиной в 1994—2014 годах | Таблица: Экспорт б/у военных самолётов и вертолётов Украиной в 1994—2014 годах | Таблица: Экспорт б/у военных самолётов и вертолётов Украиной в 1994—2014 годах | Таблица: Экспорт б/у военных самолётов и вертолётов Украиной в 1994—2014 годах | Таблица: Экспорт б/у военных самолётов и вертолётов Украиной в 1994—2014 годах | Таблица: Экспорт б/у военных самолётов и вертолётов Украиной в 1994—2014 годах | Таблица: Экспорт б/у военных самолётов и вертолётов Украиной в 1994—2014 годах | Таблица: Экспорт б/у военных самолётов и вертолётов Украиной в 1994—2014 годах | Таблица: Экспорт б/у военных самолётов и вертолётов Украиной в 1994—2014 годах | Таблица: Экспорт б/у военных самолётов и вертолётов Украиной в 1994—2014 годах | Таблица: Экспорт б/у военных самолётов и вертолётов Украиной в 1994—2014 годах | Таблица: Экспорт б/у военных самолётов и вертолётов Украиной в 1994—2014 годах | Таблица: Экспорт б/у военных самолётов и вертолётов Украиной в 1994—2014 годах | Таблица: Экспорт б/у военных самолётов и вертолётов Украиной в 1994—2014 годах | Таблица: Экспорт б/у военных самолётов и вертолётов Украиной в 1994—2014 годах | Таблица: Экспорт б/у военных самолётов и вертолётов Украиной в 1994—2014 годах | Таблица: Экспорт б/у военных самолётов и вертолётов Украиной в 1994—2014 годах | Таблица: Экспорт б/у военных самолётов и вертолётов Украиной в 1994—2014 годах | Таблица: Экспорт б/у военных самолётов и вертолётов Украиной в 1994—2014 годах |           |
|                                                                                | 1994                                                                           | 1995                                                                           | 1996                                                                           | 1997                                                                           | 1998                                                                           | 1999                                                                           | 2000                                                                           | 2001                                                                           | 2002                                                                           | 2003                                                                           | 2004                                                                           | 2005                                                                           | 2006                                                                           | 2007                                                                           | 2008                                                                           | 2009                                                                           | 2010                                                                           | 2011                                                                           | 2012                                                                           | 2013                                                                           | 2014                                                                           | Всего, шт |
| ------------------------------------------------------------------------------ | ------------------------------------------------------------------------------ | ------------------------------------------------------------------------------ | ------------------------------------------------------------------------------ | ------------------------------------------------------------------------------ | ------------------------------------------------------------------------------ | ------------------------------------------------------------------------------ | ------------------------------------------------------------------------------ | ------------------------------------------------------------------------------ | ------------------------------------------------------------------------------ | ------------------------------------------------------------------------------ | ------------------------------------------------------------------------------ | ------------------------------------------------------------------------------ | ------------------------------------------------------------------------------ | ------------------------------------------------------------------------------ | ------------------------------------------------------------------------------ | ------------------------------------------------------------------------------ | ------------------------------------------------------------------------------ | ------------------------------------------------------------------------------ | ------------------------------------------------------------------------------ | ------------------------------------------------------------------------------ | ------------------------------------------------------------------------------ | --------- |
| Ан-12                                                                          |                                                                                |                                                                                |                                                                                |                                                                                |                                                                                |                                                                                |                                                                                | 1                                                                              |                                                                                |                                                                                |                                                                                |                                                                                |                                                                                | 1                                                                              | 1                                                                              |                                                                                |                                                                                |                                                                                |                                                                                |                                                                                |                                                                                | 3         |
| Ан-26                                                                          |                                                                                |                                                                                |                                                                                |                                                                                |                                                                                |                                                                                |                                                                                |                                                                                |                                                                                |                                                                                |                                                                                |                                                                                |                                                                                |                                                                                |                                                                                |                                                                                |                                                                                |                                                                                |                                                                                | 2                                                                              |                                                                                | 2         |
| Ан-72                                                                          |                                                                                |                                                                                |                                                                                |                                                                                |                                                                                |                                                                                |                                                                                |                                                                                |                                                                                |                                                                                |                                                                                |                                                                                |                                                                                |                                                                                |                                                                                | 2                                                                              |                                                                                |                                                                                |                                                                                |                                                                                |                                                                                | 2         |
| ВР-3                                                                           |                                                                                |                                                                                |                                                                                |                                                                                |                                                                                |                                                                                |                                                                                |                                                                                |                                                                                |                                                                                |                                                                                |                                                                                |                                                                                |                                                                                |                                                                                | 50                                                                             |                                                                                |                                                                                |                                                                                |                                                                                |                                                                                | 50        |
| Ил-76                                                                          |                                                                                |                                                                                | 1                                                                              |                                                                                | 1                                                                              |                                                                                |                                                                                |                                                                                | 1                                                                              | 1                                                                              |                                                                                |                                                                                |                                                                                |                                                                                |                                                                                |                                                                                |                                                                                |                                                                                |                                                                                |                                                                                |                                                                                | 4         |
| Ил-78                                                                          |                                                                                |                                                                                |                                                                                |                                                                                |                                                                                |                                                                                |                                                                                |                                                                                |                                                                                |                                                                                |                                                                                | 1                                                                              |                                                                                |                                                                                |                                                                                | 2                                                                              | 1                                                                              |                                                                                |                                                                                |                                                                                |                                                                                | 4         |
| Л-29                                                                           |                                                                                |                                                                                |                                                                                | 10                                                                             |                                                                                |                                                                                |                                                                                |                                                                                |                                                                                |                                                                                |                                                                                |                                                                                |                                                                                |                                                                                |                                                                                |                                                                                |                                                                                |                                                                                |                                                                                |                                                                                |                                                                                | 10        |
| Л-39                                                                           |                                                                                |                                                                                |                                                                                | 4                                                                              |                                                                                |                                                                                |                                                                                |                                                                                |                                                                                |                                                                                | 15                                                                             | 23                                                                             | 29                                                                             | 17                                                                             | 8                                                                              | 3                                                                              | 9                                                                              | 2                                                                              | 5                                                                              | 0                                                                              |                                                                                | 115       |
| Ми-8                                                                           | 6                                                                              |                                                                                | 3                                                                              | 8                                                                              | 8                                                                              | 2                                                                              |                                                                                | 8                                                                              | 2                                                                              |                                                                                | 2                                                                              | 5                                                                              |                                                                                |                                                                                |                                                                                | 2                                                                              |                                                                                |                                                                                |                                                                                | 1                                                                              | 6                                                                              | 53        |
| Ми-24                                                                          |                                                                                | 6                                                                              | 8                                                                              | 2                                                                              | 15                                                                             | 23                                                                             | 16                                                                             | 18                                                                             | 17                                                                             |                                                                                | 2                                                                              | 7                                                                              |                                                                                | 4                                                                              | 5                                                                              | 11                                                                             | 5                                                                              | 2                                                                              | 1                                                                              |                                                                                | 2                                                                              | 144       |
| Ми-26                                                                          |                                                                                |                                                                                | 2                                                                              |                                                                                |                                                                                |                                                                                |                                                                                |                                                                                |                                                                                |                                                                                |                                                                                |                                                                                |                                                                                |                                                                                |                                                                                |                                                                                |                                                                                |                                                                                |                                                                                |                                                                                |                                                                                | 2         |
| МиГ-21                                                                         |                                                                                |                                                                                | 6                                                                              | 8                                                                              |                                                                                |                                                                                |                                                                                |                                                                                |                                                                                | 8                                                                              |                                                                                |                                                                                | 5                                                                              | 17                                                                             |                                                                                |                                                                                |                                                                                |                                                                                |                                                                                |                                                                                | 5                                                                              | 49        |
| МиГ-23                                                                         |                                                                                |                                                                                |                                                                                |                                                                                |                                                                                |                                                                                | 1                                                                              |                                                                                |                                                                                |                                                                                | 6                                                                              | 1                                                                              |                                                                                |                                                                                |                                                                                |                                                                                |                                                                                |                                                                                |                                                                                |                                                                                |                                                                                | 8         |
| МиГ-27                                                                         |                                                                                |                                                                                |                                                                                |                                                                                |                                                                                |                                                                                | 6                                                                              |                                                                                |                                                                                |                                                                                |                                                                                |                                                                                | 4                                                                              |                                                                                |                                                                                |                                                                                |                                                                                |                                                                                |                                                                                |                                                                                |                                                                                | 10        |
| МиГ-29                                                                         |                                                                                |                                                                                |                                                                                |                                                                                |                                                                                |                                                                                | 5                                                                              |                                                                                |                                                                                |                                                                                |                                                                                |                                                                                | 6                                                                              | 10                                                                             | 1                                                                              | 1                                                                              |                                                                                | 2                                                                              |                                                                                |                                                                                | 1                                                                              | 26        |
| Су-22                                                                          |                                                                                | 4                                                                              |                                                                                |                                                                                |                                                                                |                                                                                |                                                                                |                                                                                |                                                                                |                                                                                |                                                                                | 3                                                                              | 11                                                                             | 6                                                                              |                                                                                |                                                                                |                                                                                |                                                                                |                                                                                |                                                                                |                                                                                | 24        |
| Су-24                                                                          |                                                                                |                                                                                |                                                                                |                                                                                |                                                                                |                                                                                |                                                                                |                                                                                |                                                                                |                                                                                |                                                                                | 1                                                                              |                                                                                |                                                                                |                                                                                |                                                                                |                                                                                |                                                                                |                                                                                |                                                                                |                                                                                | 1         |
| Су-25                                                                          |                                                                                |                                                                                |                                                                                |                                                                                |                                                                                |                                                                                |                                                                                |                                                                                |                                                                                |                                                                                |                                                                                |                                                                                |                                                                                | 3                                                                              | 3                                                                              | 3                                                                              | 2                                                                              | 1                                                                              | 2                                                                              | 6                                                                              |                                                                                | 20        |
| Су-27                                                                          |                                                                                |                                                                                |                                                                                |                                                                                |                                                                                |                                                                                |                                                                                |                                                                                | 1                                                                              | 1                                                                              | 1                                                                              |                                                                                |                                                                                |                                                                                | 2                                                                              |                                                                                |                                                                                |                                                                                |                                                                                |                                                                                |                                                                                | 5         |
| 1.                                                                             |                                                                                |                                                                                |                                                                                |                                                                                |                                                                                |                                                                                |                                                                                |                                                                                |                                                                                |                                                                                |                                                                                |                                                                                |                                                                                |                                                                                |                                                                                |                                                                                |                                                                                |                                                                                |                                                                                |                                                                                |                                                                                |           |

Всего с 1994 по 2012 год было продано не менее 500 военных самолётов, вертолётов и БПЛА, ранее состоявших на вооружении Воздушных сил Украины. По мнению экспертов ЦИАКР (Центра исследований армии, конверсии и разоружения) данные Стокгольмского международного института исследования мира (SIPRI) относительно объёмов экспорта Украиной основных видов вооружений занижены.
В то же время среди проданных Украиной подержанных самолётов не всегда находились единицы ранее стоявшие на её вооружении. Так, к примеру, 5 проданных Хорватии в 2014 году МиГ-21бис ранее принадлежали ВВС Йемена, но перешли в собственность украинского государственного предприятия «Одесавиаремсервис» (в связи с невыполнением заказчиком условий контракта), которое их отремонтировало, модернизировало и выставило на продажу.

## Современное состояние
После аннексии Крыма Российской Федерацией в марте 2014 года ВВС Украины утратили объекты инфраструктуры на территории Крымского полуострова, часть авиатехники и военного имущества (так, на аэродроме Бельбек были безвозвратно утрачены семь МиГ-29 9.13, два МиГ-29УБ и три L-39).
1 апреля 2014 Государственный научно-испытательный центр ВВС Украины (до марта 2014 находившийся в Феодосии) был передислоцирован в Чернигов.
С 7 апреля 2014 года вооружённые силы Украины принимают участие в вооруженном конфликте на востоке Украины, в ходе которой имели место потери в авиатехнике. В связи с необходимостью выполнения операций по поиску и эвакуации экипажей и пассажиров сбитой и совершившей аварийную посадку авиатехники в зоне боевых действий, в организационно-штатную структуру Центра управления поисково-спасательным обеспечением полётов авиации вооружённых сил Украины были введены специальные спасательные парашютно-десантные группы РПДГ.
19 июля 2014 года вице-премьер Украины В. Б. Гройсман сообщил, что потери украинских вооружённых сил с начала вооруженного конфликта на востоке Украины составили 14 сбитых самолётов и вертолётов.
5 августа 2014 приказом министра обороны № 499 на вооружение ВВС Украины были официально приняты модернизированные варианты Су-27 (Су-27С1М, Су-27П1М, Су-27УБ1М и Су-27УП1М)
Кроме того, в сентябре 2014 из военнослужащих ВВС Украины были сформированы два пехотных подразделения:
- в ходе третьей волны мобилизации был создан 5-й батальон охраны Воздушных сил Украины (в/ч В0414), который использовали для охраны объектов в Харьковской области[163], а в декабре 2014 передали в состав сухопутных войск и преобразовали в 45-й отдельный мотопехотный батальон[164]
- 15 сентября 2014 был создан сводный отряд «Дикая утка», который был направлен в зону боевых действий на востоке Украины и принимал участие в боях в районе Авдеевки[165].

3 октября 2014 был введён в строй аэродром «Канатово» в Кировоградской области
19 января 2015 министерство обороны Украины приняло на вооружение самолёт Ан-70.
22 мая 2015 в 15-ю бригаду транспортной авиации передали второй Ан-26, переоборудованный в санитарно-транспортный самолёт Ан-26 «Рятунчик» с возможностью транспортировки до 24 раненых.
К началу августа 2015 года в составе ВВС Украины имелось свыше 20 модернизированных самолётов и были заключены договоры на обновление дополнительного количества авиатехники
8 декабря 2015 министерство обороны Украины сообщило, что в период с начала «АТО» на предприятиях и в войсках было отремонтировано 837 единиц техники Воздушных сил Украины (в том числе, 84 самолёта, 44 вертолёта и 27 БПЛА).

## Галерея
- Ту-22М, стоявшие на вооружении ВВС Украины, в Государственном музее авиации Украины, 2011 год.
- Ту-142МЗ в Государственном музее авиации Украины
- Ту-134УБЛ в Государственном музее авиации Украины
- Ту-160 в Полтавском музее дальней авиации
- Ту-16К-26 в Полтавском музее дальней авиации
- Ту-22КД в Полтавском музее дальней авиации
- Ту-22М3 в Полтавском музее дальней авиации
- Ту-95МС в Полтавском музее дальней авиации
- Ту-95МС в Полтавском музее дальней авиации